# هونجونغ ملك غوريو
هونجونغ ملك غوريو (بالهانغل: 헌종، وبالهانجا: 獻宗. ولد في 1 أغسطس 1084 ومات في 6 نوفمبر 1097) هو ملك مملكة غوريو الرابع عشر، والذي حكم من 1094 وحتى تنازله للعرش في سنة 1095، وابن الملك سونجونغ. برع بالكتابة في سن التاسعة، وتولى العرش وهو صغير السن. واجه الملك تمرداً من إي جا وي أبان توليه الحكم ولكن التمرد أخمد. مرض الملك بعدها وتنازل عن العرش لعمه الملك سكجونغ.